# أين مائي؟
أين مائي؟ (بالإنجليزية: Where's my water)‏ هي لعبة فيديو من نوع ألغاز طورتها شركة كريتشر ديب تم نشرها بواسطة ديزني موبايل غير محدود عمر لاعبها، وحصلت على شهرة وإعجاب كبيرين ولاسيما بعد عام 2012م، وقد كان سبب شهرتها أن لها تجسيما وواقعية عاليين والأهم من ذلك أنها لعبة ذكاء، وهي لأنظمة تشغيل أندرويد  وآي أو أس وويندوز فون وبلاك بيري.

## طريقة اللعب
سوامبي هو تمساح يكره أن يكون قذرا، لكنه عندما يحاول أن يأخذ حماما يجد الماء مقطوعا، فيقوم اللاعب بالضغط على الشاشة لإزالة الأوساخ وإيصال الماء إلى سوامبي ليكمل حمامه، ويؤدي صوت شخصية سوامبي الممثل جستن تي بولر

### أنواع المياه
| ت | نوع          | العمل                                                                                   | أهمية         |
| - | ------------ | --------------------------------------------------------------------------------------- | ------------- |
| 1 | مياه صافية   | مساعدة التمساح على الاستحمام، إنماء النباتات، تتبخر باختلاطها مع المياه الخضراء.        | بالغة الأهمية |
| 2 | مياه بنفسجية | قتل النباتات، تحويل المياه الصافية إلى مياه بنفسجية، تنفجر باختلاطها مع المياه الخضراء. | فوق الوسط     |
| 3 | مياه خضراء   | تحويل النباتات إلى أحجار صلبة.                                                          | دون الوسط     |

## النسخ الأخرى
قامت شركة ديزني بإطلاق ألعاب عديدة تحت نفس المسمى وهو ويرز ماي واتر منها:
- ويرز ماي مونيكر؟
- ويرز ماي بيري؟
- ويرز ماي ميكي؟
- ويرز ماي فالنتاين؟
- ويرز ماي سمر؟
- ويرز ماي هوليدي؟